# Municipio de Santiago Ixcuintla
El municipio de Santiago Ixcuintla es uno de los 20 municipios en que se encuentra dividido el estado de Nayarit, México. Su cabecera es la localidad de Santiago Ixcuintla.

## Geografía
El municipio tiene una extensión territorial de 1,870.89 km²; abarca en gran medida las marismas nacionales conocidas como Laguna de Agua Brava, Laguna de Mexcaltitán (donde se ubica la Isla del mismo nombre) y el Estero de Cuautla, donde se ubican los centros pesqueros y ostrícolas de Palmar de Cuautla, La Boca del Camichín y Puerta de Palapares. El municipio se extiende por la Llanura Costera del Pacífico, lugar donde se ubican los ejidos más prósperos como Villa Juárez, Sentispac, La Presa, Pozo de Ibarra, Valle Morelos y Villa Hidalgo; una parte de la serranía correspondiente a la Sierra Madre Occidental lo cruza, destacándose el centro ferroviario de Estación Yago. Está bañado por el río Santiago, es el principal centro tabaquero de México y un gran productor de frijol negro jamapa, sorgo, tomate verde y jitomate. También se produce en gran cantidad sandía, melón, arroz, caña de azúcar, maíz, mango, limón, jícama, jamaica, nanche, arrayán, ahualama y papayo.

## Demografía

### Localidades
El municipio de Santiago Ixcuintla tiene un total de 127 localidades, las principales y su población en 2010 son las que siguen:
| Localidad                     | Población |
| Total Municipio               | 93,981    |
| Santiago Ixcuintla            | 18,303    |
| Valle Morelos                 | 1,010     |
| Villa Hidalgo                 | 9,478     |
| La Presa                      | 5,863     |
| Estación Yago                 | 3,423     |
| Pozo de Ibarra                | 2,827     |
| Villa Juárez                  | 5,796     |
| Sentispac                     | 2,424     |
| Amapa                         | 2,125     |
| Sauta                         | 1,919     |
| El Corte                      | 1,867     |
| Cañada del Tabaco             | 1,548     |
| Puerta de Mangos              | 2,485     |
| Palmar de Cuautla             | 1,370     |
| El Botadero                   | 1,315     |
| Colonia Emiliano Zapata       | 2,255     |
| El Capomal                    | 1,247     |
| Santa Cruz (Las Haciendas)    | 1,233     |
| El Tizate                     | 1,219     |
| Boca de Camichín              | 1,078     |
| Mexcaltitán de Uribe          | 895       |
| El papalote                   | 562       |
| Estación Pani (vado del cora) | 617       |
| Playa El sesteo               | 126       |
| Playa los Corchos             | 766       |
| El Novillero                  | 260       |
| Paredones                     | 164       |
| El Limon                      | 758       |
| Aztlan de las Garzas          | 415       |
| Gavilan Grande                | 1,079     |
| Gavilan Chico                 | 363       |

## Educación
El municipio cuenta con planteles de educación primaria en casi todas las 120 localidades. La educación secundaria en algunas comunidades con difícil acceso se suple con las denominadas Telesecundarias; el bachillerato se cubre en Escuelas Preparatorias dependientes de la Universidad Autónoma de Nayarit y las denominadas Telepreparatorias que funcionan en las mismas instalaciones que las telesecundarias pero a contraturno. El municipio cuenta con la Universidad Tecnológica de La Costa. Existe numerosos planteles dedicados a la formación de técnicos.

## Economía
La economía, se basa fundamentalmente en el comercio y cultivo del tabaco; y para lo cual operan dos empresas que se encargan de financiar, dar soporte técnico y comprar la producción:
- British American Tobacco México
- Tabacos del Pacífico Norte, S.A. de C.V. (Universal Leaf Co.)

### Agricultura
El frijol variedad negro jamapa, adquiere también gran importancia en cuanto al volumen de producción. Otros productos agrícolas de importancia son: Jitomate, tomate verde, sorgo, maíz, sandía, piña, melón, chile variedad serrano, caña de azúcar, arroz, papayo, jamaica, nanche, arrayán, yaka, limón y ahualama.
Recientemente, se ha implantado el cultivo de neem, noni, lichi, marañón y mango variedad ataulfo; lo cual ha ocasionado la apertura de nuevas empacadoras y viveros que producen estas plantas para su venta.
Muchos jornaleros trabajan en las plantas de hornos de tabaco que se localizan en el municipio. Existen numerosas plantas de empaque de productos agrícolas.

#### Mecanización
La agricultura se encuentra altamente mecanizada, existe una densa red de canales para el riego por aspersión y por goteo.

### Pesca
De la pesca se obtiene camarón de estero, tilapia, pargo, róbalo, constantino y huachinango. Se produce ostión de placer en La Boca del Camichín, y; ostión de piedra en Palmar de Cuautla. En Puerta de Palapares, se caracteriza por producir ambas especies de ostión.

### Ganadería
Es gran productor de derivados del ganado bovino, porcino, ovino, caprino y de aves de corral; se consume cotidianamente el conejo, la codorniz, el pato y el guajolote.

### Silvicultura
El potencial maderero se encuentra en la parte serrana del municipio, de donde se explota el papelillo, en el ejido de Santiago Ixcuintla, se ha potenciado la producción de cedro y caoba.
En la región de la costa se explota el mangle, para hacer galeras de tabaco.

### Caza
La caza se permite solo para autoconsumo, es común en localidades de la sierra, permitiéndose solo para pato, liebre, armadillo y jabalí, la caza del venado está estrictamente prohibida, así como la del jaguar y otras varias especies preservadas que presentan su hábitat en el municipio.

#### Caza deportiva
Este tipo de caza solo está reservada para el pato silvestre y la liebre.

### Minería
Existe dos minas abandonadas de las que se extraía plata, ahora solo se reduce la explotación minera a los bancos de grava y arena.

### Industria
La industria de la transformación se compone primordialmente de lugares donde se producen, diseñan y adaptan piezas para la maquinaria agrícola.

### Servicios
Los servicios abarcan más del 60% de la población ocupada del municipio y se concentran en la Ciudad de Santiago Ixcuintla y las localidades de Villa Hidalgo, La Presa, Estación Yago, Valle Morelos, El Limón, Pozo de Ibarra, Sentispac y Sauta.

## Comunicaciones

### Vías terrestres

#### Carreteras
El municipio se conecta con el resto del país por una autopista libre de cuatro carriles de 7 km que se enlaza con la carretera federal n.º 15 México-Nogales.
Actualmente se construye la autopista de cuota que enlazará a los estados de Nayarit y Sinaloa; y, que cruzará el municipio a la altura del manantial El Tesorero.
De la cabecera municipal se desprenden varios ramales que comunican la gran mayoría de las localidades:
- Santiago Ixcuintla-Los Paredones.
- Santiago Ixcuintla-Entronque Carretera Federal n.º 15.
- Santiago Ixcuintla-Villa Hidalgo-San Blas-Puerto Vallarta.
- Santiago Ixcuintla-La Boca del Camichín.
- Santiago Ixcuintla-La Batanga.
- Santiago Ixcuintla-El Novillero.
- Santiago Ixcuintla-Pozo de Ibarra-Tuxpan-Puerta de Palapares.
- Puerta de Mangos
- Cañada del Tabaco
- Villa Juárez

#### Ferrocarril
Existe una línea férrea, que traspasa el municipio a la altura de la serranía. Forma parte de la línea Guadalajara-Benjamín Hill.

#### Vía aérea
La aeropista de Loma Bonita, en la periferia de la cabecera municipal, se conecta con localidades del municipio serrano de El Nayar y Tepic. Existen también conexiones con localidades indígenas serranas de los Estados de Durango, Jalisco y Zacatecas.

#### Vía pluvial
Todavía, se da la comunicación pluvial entre la cabecera municipal y la localidad de La Presa. Existen, algunos embarcaderos en la Laguna de Mexcaltitán, que comunican a la isla con el municipio.

#### Vía marítima
En La Boca del Camichín, existe un pequeño embarcadero que comunica la región con la Isla Isabel; y que sirve también como un pequeño puerto pesquero y ostrícola.

## Transporte

### Transportes terrestres
En el municipio operan numerosas compañías de transporte local, estatal y foráneo; tanto de carga como de pasajeros, algunas de las principales son:
- ACASPEN
- Organización Autónoma de Camioneros de la Costa, S.A. de C.V.
- Transportes Norte de Sonora, S.A. de C.V.
- Transportes del Pacífico, S.A. de C.V.
- Transporte Rápido del Sur de Sinaloa, S.A. de C.V.
- Transportes del Noroeste de Nayarit, S.A. de C.V.
- Autobuses Coordinados de Nayarit, S.A. de C.V.

### Transporte aéreo
Existe una aeropista "Loma Bonita" en la cabecera municipal, que sirve de enlace con localidades de la Sierra de Nayarit, Jalisco, Durango, Sinaloa y Zacatecas. Está operada bajo supervisión del Secretaría de la Defensa Nacional.

### Transporte lacustre
En el municipio se cuenta con los embarcaderos de La Batanga y El Matadero. Está operada por una Sociedad Cooperativa con sede en Mexcaltitán.

### Transporte pluvial
Existe el embarcadero de La Presa, el cual opera por una Sociedad Cooperativa con sede en la cabecera municipal.

### Transporte marítimo
En los embarcaderos de La Boca del Camichín, Puerta de Palapares y Palmar de Cuautla, operan las Cooperativas pesqueras de cada comunidad, estas transportan a la Isla Isabel, que es un parque nacional.

### Transporte ferroviario
El municipio tiene tres estaciones de ferrocarril: Estación Yago, Estación Nanchi y Estación Pani. Son operadas por Ferrocarriles Nacionales de México.

## Salud
El municipio de Santiago Ixcuintla, cuenta con numerosos centros de salud dependientes de los Servicios de Salud de Nayarit, así como el Hospital General de Santiago Ixcuintla, y el Hospital General de Zona del IMSS; y, una clínica del ISSSTE, así como un centro de atención del DIF municipal y una delegación de la Cruz Roja Mexicana.

## Límites municipales
Tiene límites administrativos con los siguientes municipios y/o accidentes geográficos, según su ubicación:
| Noroeste: Océano Pacífico, | Norte: Tuxpan, Ruíz |                 |
| Oeste: Océano Pacífico     |                     | Este: Del Nayar |
| Suroeste: Océano Pacífico  | Sur: San Blas       | Sureste: Tepic  |

## Política

### Representación legislativa
Para la elección de diputados locales al Congreso de Nayarit y de diputados federales a la Cámara de Diputados federal, el municipio de Santiago Ixcuintla se encuentra integrado en los siguientes distritos electorales:
Local:
- X Distrito Electoral Local de Nayarit con cabecera en la ciudad de Santiago Ixcuintla.
- XI Distrito Electoral Local de Nayarit con cabecera en la ciudad de Santiago Ixcuintla.
- XII Distrito Electoral Local de Nayarit con cabecera en Villa Hidalgo.

Federal:
- I Distrito Electoral Federal de Nayarit con cabecera en la ciudad de Santiago Ixcuintla.[6]

### Presidentes municipales
- (1916-1917) Fernando Sedano
- (1918-1919)  José de la Peña
- (1922-1923) José Miguel González Maxemin
- (1923-1924) Juan Ramírez
- (1925-1926) Raymundo Aldana
- (1927-1928) Francisco Parra
- (1929-1930) Ignacio Valdez S.
- (1931-1932)  Francisco Parra
- (1933-1933) Tomas González
- (1933-1933) Miguel García Cadena
- (1933-1934) Felipe Ulloa
- (1934-1934) José María Torres R.
- (1935-1936) José Marin Galindo
- (1936-1936) Eduardo Flórez Sierra
- (1936-1936) Mayor Evaristo Jiménez Valdez
- (1937-1938) J. Otlón Ramos
- (1940-1940) Ángel Meza
- (1941-1942) Salvador Agraz Mazo
- (1942-1944) Enrique Rodríguez LL.
- (1945-1945) José María Narváez Em.
- (1945-1948) Antonio Pimienta Ortiz
- (1948-1951) Nicolás Echeverría P.
- (1951-1954) Prof. Antonio Loera
- (1954-1957) Epifanio González F.
- (1957-1960) Librado García Valdez
- (1960-1963) Alfredo Grimm Uriel
- (1963-1966) Francisco Hernández Moreno
- (1966-1969) Román Domínguez C.
- (1969-1972) Héctor León Díaz L.
- (1972-1975) Nicolás Carrillo Palomera
- (1975-1978) José Monroy Velásquez
- (1978-1981) Lic. Francisco Javier Romero C.
- (1981-1984) Nicolás Carrillo Palomera
- (1984-1984) Domingo Contreras Pérez
- (1984-1987) Lucas Vallarta Robles
- (1987-1990) Hugo Andrés Ortega Hernández
- (1990-1993) José Luis Barajas Medina
- (1993-1996) Juan Jiménez Segura
- (1996-1999) Casimiro Delgado Brizuela
- (1999-2002) María del Rosario Valdivia Rodríguez
- (2002-2005) Raúl Mercado Guerrero
- (2005-2008) Amado de Jesús Montero Jaime
- (2008-2011) Sergio González García
- (2011-2014) Pavel Jarero Velázquez
- (2014-2014) Iris Abigail Montero Jaime
- (2014-2017) Fátima del Sol Gómez Montero
- (2017-2021) Jose Rodrigo Ramírez Mojarro (Preso)
- (2021-2024) Eduardo Lugo López
- (2024-    ) Sergio González García